# 蓋塔娜
蓋塔娜（烏克蘭語：Гайтана，1979年3月24日—）本名蓋塔·盧爾德斯·克拉維里夫娜·艾莎米（烏克蘭語：Гайта-Лурдес Клаверівна Ессамі），是烏克蘭的女歌手與作曲家，其歌曲融合爵士樂、放克、靈魂樂與民間音樂等多種元素。她曾代表烏克蘭參加在亞塞拜然巴庫舉辦的2012年歐洲歌唱大賽，演唱〈別客氣〉一曲，在決賽中排名第15名。

## 早年生活
蓋塔娜於1979年出生於烏克蘭基輔，其母Tatiana Petrova為烏克蘭人，其父Klaver Essami則來自剛果共和國，她出生後不久全家即搬至父親的家鄉布拉薩居住，五歲時與母親回到烏克蘭，父親則留在剛果經營運輸業。居於剛果時蓋塔娜只會法語與林格拉語，回到烏克蘭後學會流利使用烏克蘭語與俄語。
蓋塔娜在基輔就讀音樂學校，學習演奏薩克斯風，曾參加兒童音樂比賽獲得第三名，並加入音樂家弗拉迪米爾·畢斯特里亞科夫的兒童合唱團表演。節奏藍調在蘇聯相對小眾，她在青年時期透過地下音樂表演接觸了此類外國音樂。除音樂外，蓋塔娜童年時也擅長桌球。

## 職業生涯
蓋塔娜的音樂生涯始於2003年發行的首張專輯O tebe，隨後又陸續發表了7張專輯，歌曲包括英語、俄語與烏克蘭語。2009年她在美國總統巴拉克·歐巴馬的就職典禮中演出。
2012年1月，蓋塔娜參加歐洲歌唱大賽的烏克蘭國內選拔，演唱英文歌曲〈別客氣〉，在評審評分中名列第一，觀眾評分中名列第二，獲選代表烏克蘭參賽。然後獲勝後她遭受許多種族歧視言論攻擊，烏克蘭極右翼政黨全烏克蘭聯盟「自由」成員尤里.希罗丘克指蓋塔娜不適合代表烏克蘭，她將使烏克蘭看起來像是「另一個大陸」的國家，可能對烏克蘭加入歐盟的進程造成負面影響，蓋塔娜回應指烏克蘭是自己親愛的祖國，烏克蘭的有色人種不應遭受異樣眼光。
雖面臨歧視與攻擊，蓋塔娜仍代表烏克蘭至巴庫參加該年的歐洲歌唱大賽，為首名代表烏克蘭參賽的非裔烏克蘭人，她在5月24日的準決賽中排名第8，獲選進入決賽，在5月26日的決賽中得到65分，名列第15名。